# T’ongch’ŏn
T’ongch’ŏn (kor. 통천군, T’ongch’ŏn-gun) – powiat w Korei Północnej, w prowincji Kangwŏn. W 2008 roku liczył 89 357 mieszkańców. Graniczy z powiatami Anbyŏn od północnego zachodu, Hoeyang i Ch’angdo od zachodu, Kŭmgangsan od południowego zachodu oraz Kosŏng od południa. Powiat znajduje się nad Morzem Japońskim, określanym w Korei Północnej jako Morze Wschodniokoreańskie. Na jego terenie znajdują się jedne z najczęściej odwiedzanych gór w Korei Północnej, Góry Diamentowe (kor. 금강산, Kŭmgangsan). Przez powiat przebiega linia kolejowa Kŭmgangsan Ch’ŏngnyŏn, łącząca Anbyŏn i góry Kŭmgang.

## Gospodarka
Lokalna gospodarka oparta jest na rolnictwie. Na terenie powiatu znajdują się uprawy ryżu, pszenicy, jęczmienia, owsa, prosa, soi oraz ziemniaków. Pewną rolę w gospodarce regionu odgrywa także przemysł drzewny oraz rybołówstwo.

## Podział administracyjny powiatu
W skład powiatu wchodzą następujące jednostki administracyjne:
| Nazwa jednostki administracyjnej | Rodzaj jednostki administracyjnej | Hangul |
| -------------------------------- | --------------------------------- | ------ |
| T’ongch’ŏn-ŭp                    | miasteczko                        | 통천읍 |
| Kahŭng-ri                        | wieś                              | 가흥리 |
| Kangdong-ri                      | wieś                              | 강동리 |
| Kŏsŏng-ri                        | wieś                              | 거성리 |
| Kuŭp-ri                          | wieś                              | 구읍리 |
| Kunsan-ri                        | wieś                              | 군산리 |
| Kŭmran-ri                        | wieś                              | 금란리 |
| Taegok-ri                        | wieś                              | 대곡리 |
| Rosang-ri                        | wieś                              | 로상리 |
| Ryongsu-ri                       | wieś                              | 룡수리 |
| Ryongch’ŏn-ri                    | wieś                              | 룡천리 |
| Rimok-ri                         | wieś                              | 리목리 |
| Myŏnggo-ri                       | wieś                              | 명고리 |
| Mip’yŏng-ri                      | wieś                              | 미평리 |
| Pangp’o-ri                       | wieś                              | 방포리 |
| Pyŏk’am-ri                       | wieś                              | 벽암리 |
| Pot’an-ri                        | wieś                              | 보탄리 |
| Poho-ri                          | wieś                              | 보호리 |
| Pongho-ri                        | wieś                              | 봉호리 |
| Songjŏn-ri                       | wieś                              | 송전리 |
| Sindae-ri                        | wieś                              | 신대리 |
| Sillim-ri                        | wieś                              | 신림리 |
| Sinhŭng-ri                       | wieś                              | 신흥리 |
| Jasan-ri                         | wieś                              | 자산리 |
| Jangdae-ri                       | wieś                              | 장대리 |
| Jangjin-ri                       | wieś                              | 장진리 |
| Jungch'ŏn-ri                     | wieś                              | 중천리 |
| P’aech'ŏn-ri                     | wieś                              | 패천리 |
| P’ungsan-ri                      | wieś                              | 풍산리 |
| Hasu-ri                          | wieś                              | 하수리 |
| Hwat’ong-ri                      | wieś                              | 화통리 |